# عمر جابر
عمر محمود جابر (زادهٔ ۳۰ ژانویهٔ ۱۹۹۲) بازیکن فوتبال اهل مصر است.
از باشگاه‌هایی که در آن بازی کرده‌است می‌توان به زمالک، بازل، لس آنجلس اف‌سی و اهرام سبورت اشاره کرد.
وی همچنین در تیم ملی فوتبال مصر بازی کرده‌است.